# Mickey Avalon
Mickey Avalon (født Yeshe Perl den 3. december 1975) er en amerikansk rapper fra Hollywood i Californien.
Hans debut-CD Mickey Avalon blev udgivet den 7. november 2006. Mange af hans tekster handler om stofmisbrug og prostitution. 
Han er medlem af Dyslexic Speedreaders, en rapgruppe, der også inkluderer rapperne Dirt Nasty, Andre Legacy, og Beardo. Dirt Nasty, Beardo, og Andre Legacy optræder alle i Avalons musikvideo, "Fuckin' 'Em All".

## Diskografi

### Albums
- Mickey Avalon (2006)

### Singler
- "Fuckin' Em All" (2009)

### Turneer
- "Blazed & Confused Tour" (2009)